# خرچنگ مرموز اطلس
خرچنگ مرموز اطلس (نام علمی: Ocypode quadrata) یک گونه از خرچنگ‌های مرموز است که به عنوان خرچنگی مرموز و بیگانه از اعماق دریا شناخته می‌شد.